# Waalsprong

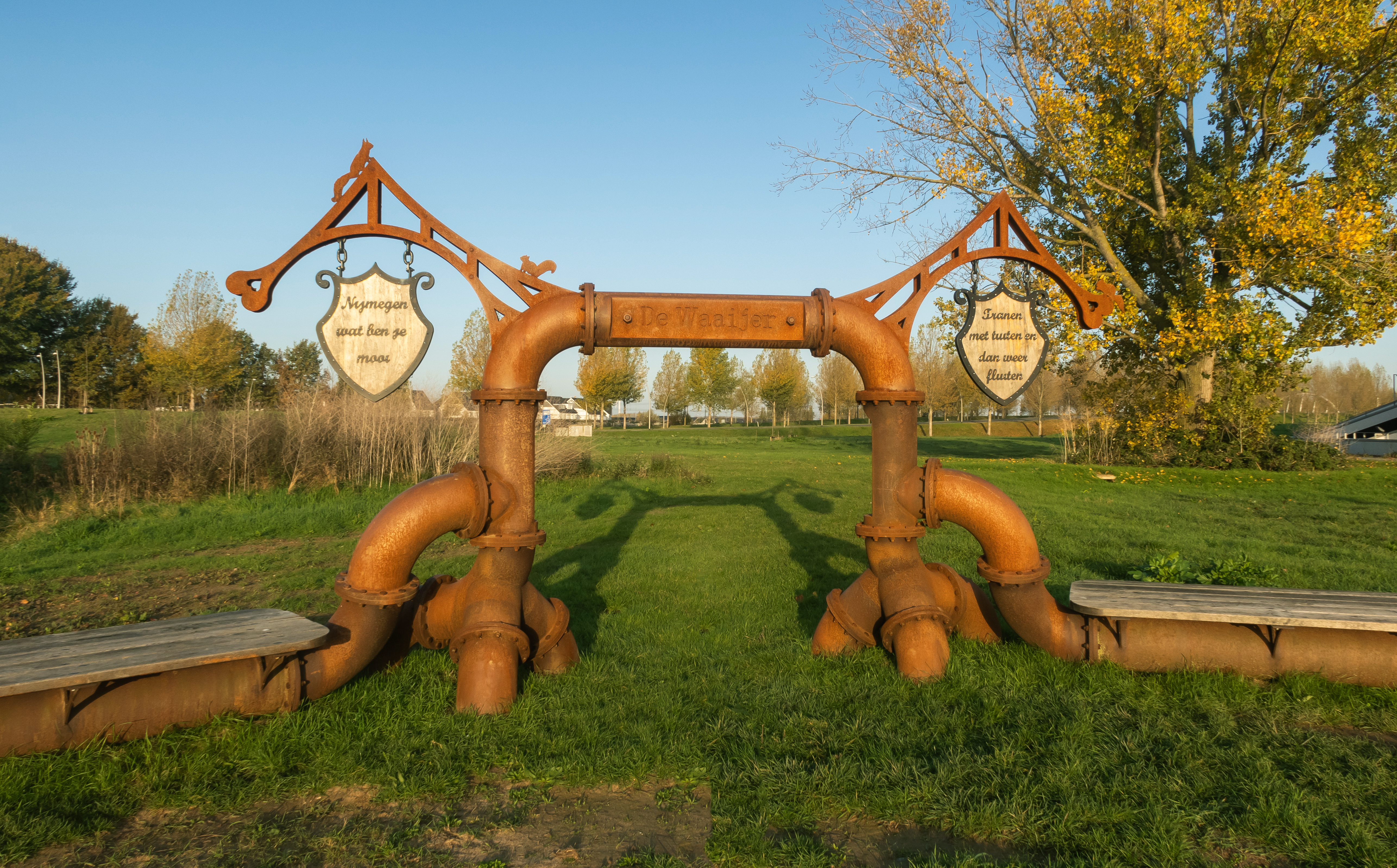
Nijmegen-Ressen, De Waaijer

De Waalsprong, als stadsdeel officieel Nijmegen-Noord genoemd, is de Vinex-locatie in Nijmegen ten noorden van de rivier de Waal, tussen de bestaande dorpen Lent, Ressen en Oosterhout. In totaal zullen hier zo'n 19.000 woningen worden gebouwd voor extra levensruimte. Lent (tot 1998 gemeente Elst) ging daarvoor als woonplaats deel uitmaken van de gemeente Nijmegen, Oosterhout werd, na een overeenkomst tussen Nijmegen en Overbetuwe, voor een deel geannexeerd. Dat maakt dat Oosterhout nu bestaat uit twee delen: het oude dorp Oosterhout behorend tot de gemeente Overbetuwe en de wijk Oosterhout (gemeente Nijmegen). De Waalsprong telt 24.825 inwoners op 1 januari 2024.

## Aanleiding en bouw
De uitbreiding aan de overkant van de rivier werd noodzakelijk doordat de mogelijkheden voor uitbreidingen naar andere richtingen beperkt waren: aan de oost- en zuidzijde grenst Nijmegen aan natuurgebieden en de Ooijpolder, waar woningbouw ongewenst geacht werd, terwijl aan de westzijde de stad al bijna tegen Beuningen en Wijchen aan gebouwd was.
De bouw van de Waalsprong is eind jaren 90 begonnen. De bouw heeft evenwel grote vertraging opgelopen door een uitspraak van de Raad van State in 2001. Dit rechtsorgaan oordeelde dat de gemeente Nijmegen de procedure voor een milieueffectrapportage niet juist had doorlopen. Daardoor heeft de bouw van de Waalsprong een tijd stilgelegen.

## Indeling
Grofweg is de Waalsprong ingedeeld in twee delen: het zuidelijke deel rond het bestaande dorp Lent en het noordelijke deel vlak bij het dorp Oosterhout.
Het gedeelte rond Lent (Hof van Holland) zal het meest stedelijke deel van de Waalsprong worden. Hier is ook in 2023 het winkelcentrum verrezen met o.a. twee supermarkten, winkels, horecagelegenhedenen, gezondheidscentrum, Sporthal, bibliotheek, scholen en 500 woningen.
Rondom dit centrumgebied zullen een aantal nieuwe woonwijken gebouwd worden. Een van de nieuwe woonwijken, waarin ook de nieuwe locatie van het Citadel College is gelegen, is vlak bij de Waaldijk gebouwd. De bouw van deze wijk was problematisch, doordat dit gebied ook is aangewezen als mogelijk overloopgebied van de Waal. Hoe dit gebied eruit zal gaan zien is dan ook nog onduidelijk.
Het gedeelte rond het dorp Oosterhout en het gelijknamige landgoed wordt qua karakter meer landelijk, met lagere dichtheden zoals die meestal met Vinex-wijken worden geassocieerd. De bouw van dit gebied is op dit moment vergevorderd: de woonwijken De Boomgaard, De Elten, Het Nijland, Grote Boel en Zuiderveld zijn al opgeleverd. Doordat een gebied tussen Oosterhout en Lent niet bebouwd wordt, betekent dit dat dit een soort 'satellietwijk' is geworden die door een strook landbouwgebied wordt gescheiden van de rest van de stad. Dit gebied tussen Oosterhout en Lent zal worden getransformeerd tot De Waaijer, een natuur- en recreatiegebied.

## Bereikbaarheid
Uitbreiding aan de noordkant van de Waal schiep de mogelijkheid een nieuw stadsdeel te bouwen dat dicht bij het centrum gelegen is; het Nijmeegse centrum lag immers aan de noordzijde van de stad. Het schiep tegelijk een bereikbaarheidsprobleem: de Waal zou een barrière vormen tussen de bestaande stad en de nieuwe uitbreiding. De bestaande Waalbrug kende al geruime tijd congestie. Diverse opties werden geopperd om de Waalsprong bereikbaar te houden, waaronder een kabeltram die lange tijd als kansrijke oplossing gezien werd. Uiteindelijk is deze er niet gekomen.
In september 2005 werd bekendgemaakt dat de Waalsprong ontsloten gaat worden door een trambus als onderdeel van het toekomstige Nijmeegse HOV-net. Later gingen deze plannen weer van tafel, men bestudeert nu een tramtrein die deels over bestaand spoor, deels over tramrails zal gaan rijden.
Wel is de spoorbrug uitgebreid met een fietsbrug (de Snelbinder) en is een nieuw station geopend (Nijmegen Lent). Ook is er een tweede autobrug gebouwd, De Oversteek, ten westen van de spoorbrug. Verkeer vanaf Arnhem kan aan de noordkant van Lent kiezen voor de oude Waalbrug, of voor de nieuwe brug, die via het havengebied in westelijk Nijmegen aansluit. Hierdoor hoeft veel doorgaand verkeer niet meer door het Nijmeegse stadscentrum.
De bestaande snelweg A325 tussen Arnhem en Nijmegen is tussen Elst en Nijmegen verbouwd tot singel (Prins Mauritssingel) met een maximumsnelheid van 50 km/h. Er zullen diverse aansluitingen naar de wijken van de Waalsprong worden gerealiseerd alsmede fietsvoorzieningen, zoals het RijnWaalpad.
Door de Waalsprong rijden buslijnen 15, 300 en 331 naar diverse plaatsen in de regio.